# Kinney National Company
Kinney National Services, Inc. (también conocida como Kinney National Company) fue una compañía de entretenimiento estadounidense fundada en 1966 tras la fusión de compañías. En 1972 la compañía pasaría a denominarse Warner Communications Inc.

## Historia
Se formó en 1966 cuándo Kinney Parking Company y la National Cleaning Company se fusionaron. La nueva compañía estuvo al mando de Steve Ross.
Para 1967, Kinney Nacional se amplió mediante la adquisición de publicaciones periódicas nacionales (entre ellas, la aún no llamada oficialmente DC Comics), la agencia de talentos de Hollywood Ashley-Famous, y luego Panavision. Ted Ashley (de Ashley-Famous) sugirió a Ross que compran la compañía de cine que estaba carente de dinero Warner Bros.-Seven Arts, que había comprado Atlantic Records ese mismo año.
Cuándo la adquisición de Warner Bros.-Seven Arts estuvo completada en 1969, Ashley-Famous fue vendido debido a las leyes antimonopolio que prohíben que una empresa posean a la vez un estudio de producción y una agencia de talento. Ted Ashley estuvo a cargo del estudio de cine. Comenzando con el inesperado éxito del documental-concierto Woodstock (1970), la compañía comenzó anotando éxitos de taquilla de nuevo, restableciendo a Warner Bros. como un gran estudio. 
En 1970, Kinney Nacional compró a Jac Holzman sus compañías Elektra Records y Nonesuch Records. Kinney Nacional también compró al fabricante de pisos de madera Circle Floor de Seymour y Pablo Milstein por $15 millones con Paul permaneciendo como gerente de la unidad hasta 1971.

## Escándalo financiero
Debido a un escándalo financiero que implica la fijación de precios en sus operaciones de estacionamiento, Kinney National escindió sus activos que no son de entretenimiento en 1972 (como National Kinney Corporation) y cambió su nombre a Warner Communications Inc. con Steve Ross como director general único, presidente de la compañía y presidente. Los directores incluyen Charles A. Agemián, el director general de Garden State National Bank. En 1990, la compañía se fusionó con Time Inc. para formar el conglomerado de medios Time Warner.